# TV Tambaú
TV Tambaú é uma emissora de televisão brasileira sediada em João Pessoa, capital do estado da Paraíba. Opera no canal 5 (31 UHF digital) e é afiliada ao SBT. A emissora pertence à Rede Tambaú de Comunicação, subsidiária do Grupo Marquise, da qual pertencem também a rádio Clube FM João Pessoa e o Portal T5. Além da sede em João Pessoa, a TV Tambaú possui uma sucursal na cidade de Patos, no interior do estado.

## História

### Antecedentes
Em outubro de 1988, o Grupo Marquise consegue a concessão do canal 5 VHF. Em novembro de 1989, o grupo compra um terreno no bairro do Tambiá para a construção da sede da futura TV Tambaú. Em março de 1990, começou a construção efetiva do prédio e o planejamento artístico do canal. A TV Tambaú negociou contrato de afiliação com a Rede Bandeirantes, mas terminou se afiliando à Rede Manchete.
Em março de 1991, o prédio foi concluído, e foi iniciada a transmissão da TV Tambaú em caráter experimental com o sinal integral da Rede Manchete. Nesta primeira fase, o sinal da TV Tambaú estava restrito à Grande João Pessoa.

### Rede Manchete (1991–1995)
Em 5 de agosto de 1991, a TV Tambaú foi inaugurada, entrando oficialmente no ar no dia do aniversário de 406 anos da cidade de João Pessoa, com reportagens sobre o município. O primeiro programa da TV Tambaú foi o Tambaú Notícias, noticiário local diário, apresentado às 19h. A TV Tambaú era a mais moderna emissora de TV da Paraíba, superando as demais emissoras locais.
Entre 1992 e 1993, a TV Tambaú lançou vários programas locais, como o Tambaú em Manchete, Tambaú Vídeo Music, Tambaú Documento, Bartpapo, Super Jota Show, dentre outros. Logo a TV Tambaú passou a ter a maior programação local do estado. Ainda em 1992, a TV Tambaú produziu documentários para o programa Documento Especial da Rede Manchete, alcançando grande repercussão, sendo a primeira vez que uma emissora de TV da Paraíba produzia algo em rede nacional.
Em 1994, a TV Tambaú mudou o perfil da programação e lançou mais programas locais, desta vez, voltado para as classes populares. Assim foram lançados Caso de Polícia, o humorístico A Hora do Chibata, dentre outros. Em meados de 1994, a TV Tambaú extingue alguns programas locais, dentre eles, o Tambaú Vídeo Music. O Tambaú em Manchete teve seu nome alterado para Tambaú Debate. A partir daí, a TV Tambaú passou a privilegiar os programas populares.
Preocupada com as várias crises que assolavam a Rede Manchete, a TV Tambaú começou a procurar outra rede. O Sistema Brasileiro de Televisão vinha tendo sérios problemas com a TV O Norte, que passava por graves problemas administrativos e financeiros. Então, a emissora paulistana decidiu romper o contrato de afiliação com a TV O Norte e assinou com a TV Tambaú. Os Diários Associados ainda tentaram negociar a instalação de uma retransmissora da TV Borborema, de Campina Grande, em João Pessoa, mas tal negociação foi recusada pelo SBT.

### Sistema Brasileiro de Televisão (1995–presente)
A partir de 1º de julho de 1995, a TV Tambaú passou a transmitir a programação do SBT, deixando a rede carioca em decadência, que levaria à extinção em 1999. Depois da troca de rede, a TV Tambaú extinguiu grande parte da programação local. A emissora consolidou-se na vice-liderança na região.
Em novembro de 2008, a emissora extinguiu o programa humorístico A Hora do Chibata e demitiu vários profissionais para contratar outros, reorganizando a emissora para a estreia de novos cenários e programas.
Em 1º de dezembro, todos os programas da emissora receberam novos cenários e vinhetas. Também foi inaugurado um novo e moderno estúdio. Uma das novidades foi a estreia da apresentadora Flávia Lippi, que apresentou o programa Repórter Eco, na TV Cultura, no programa Feminíssima. Flávia durou menos de um mês no comando do programa, sendo substituída pela jornalista Juliana Teixeira. O Delícias do Chef passou a ser À Moda da Chef e contou com a estreia de Sandra Ferreira. Pouco tempo depois o programa mudou de nome, passando a ser Chef em Casa. Por fim, a jornalista Pâmela Bório, que antes comandava o Feminíssima, passou a ancorar o Tambaú Notícias 2ª Edição.
No dia 9 de agosto de 2010, a TV Tambaú estreia Marcelle Mosso na apresentação do Feminíssima. Antes de aceitar o convite, a apresentadora trabalhava como repórter do TV Fama, na RedeTV!.
No dia 7 de maio de 2011, a TV Tambaú estreia aos sábados os programas Soluções, com Sérgio Queiroz e o Panorama com Pâmela Bório.
Em 20 de março de 2017, a superintendência da emissora, antes ocupada por Henrique Kirilauskas, passa a ser de André Vajas, vindo da TV Pajuçara de Maceió, Alagoas. Com a nova gestão, algumas mudanças começaram a acontecer, como a demissão e contratação de funcionários e o fortalecimento do jornalismo da emissora, trazendo um reposicionamento perante o público, que foi oficializado com a estreia da nova programação em 6 de novembro. Desta forma, o Tambaú Debate deixou de ser diário e tornou-se semanal, Messias Nogueira (vindo do Balanço Geral, da RecordTV Goiás) estreou no Tambaú da Gente, Fábio Araújo (até então no Caso de Polícia, que foi extinto) estreou no Tambaú Notícias 1ª edição, que deixou de ter uma edição única noturna e passou a ter duas edições: na faixa vespertina e à noite. Aos sábados à tarde, estreou o Tambaú é Show, e nas manhãs de segunda a sexta, estreou o Segredos do Chef.
Em março de 2019, a emissora passa por reformulação devido a queda de receitas e extingue os telejornais locais Tambaú Agora, Tambaú Esportes, Tambaú Debate e Tambaú Notícias 1ª edição. No final do mesmo ano, a programação passa por uma nova reformulação, sendo uma mais plural a diversas classes de telespectadores. É anunciada a contratação de Erly Fernandes (até então na TV Arapuan) para apresentar um novo programa, mas já conhecido pelo apelo popular em várias partes do país nos últimos anos, O Povo na TV, que entra ao ar antes do Tambaú da Gente. Além de Erly, também é anunciada a contratação de Fernanda Albuquerque (até então na TV Correio) para apresentar o Com Você, programa no qual já havia tido problemas com seus últimos apresentadores devido a divergências destes com a direção da emissora.
Em julho de 2020, devido a uma nova reformulação, o Tambaú da Gente deixa de ser exibido ao meio-dia e passa a ir ao ar na faixa matutina e noturna. O horário que era ocupado pelo telejornal passa a ser ocupado por uma versão estendida do O Povo na TV, que conta com, além de factuais, serviços e participação de telespectadores. Além de ser exibido de segunda a sexta, aos sábados, vai ao ar uma edição especial às 12:30.
Em 30 de julho de 2020, a emissora implanta seu sinal digital no Pico do Jabre, através do canal 31.1
Em 1° de agosto de 2025, durante a inauguração da nova sede do Grupo Thathi de Comunicação em Araçatuba, no interior de São Paulo, o empresário Chaim Zaher anunciou a compra da TV Tambaú e de sua co-irmã Clube FM João Pessoa. Até o momento, o grupo está esperando a aprovação do Conselho Administrativo de Defesa Econômica (CADE) para assumir em definitivo a emissora.

## Sinal digital
| Canal virtual | Canal digital | Proporção de tela | Programação                              |
| ------------- | ------------- | ----------------- | ---------------------------------------- |
| 5.1           | 31 UHF        | 1080i             | Programação principal da TV Tambaú / SBT |

A emissora iniciou a transmissão do seu sinal digital na noite de 14 de abril de 2014, em caráter experimental. Em 12 de fevereiro de 2015, a emissora passou a transmitir sua programação e a do SBT em alta definição.
Transição para o sinal digital
Com base no decreto federal de transição das emissoras de TV brasileiras do sinal analógico para o digital, a TV Tambaú, bem como as outras emissoras de João Pessoa, cessou suas transmissões pelo canal 05 VHF em 30 de maio de 2018, seguindo o cronograma oficial da ANATEL. O sinal foi cortado às 23h59, durante o Programa do Ratinho, e foi substituído pelo aviso do MCTIC e da ANATEL sobre o switch-off.

## Programas
Além de retransmitir a programação nacional do SBT, atualmente a TV Tambaú produz e exibe os seguintes programas:
- Tambaú da Gente Manhã: Jornalístico, com Anne Gomes;
- O Povo na TV: Jornalístico, com Erly Fernandes;
- Com Você: Programa de variedades, com Fernanda Albuquerque;
- Tambaú Debate: Talk show, com Josival Pereira;
- Tá na Hora Paraíba: Jornalístico, com Lauro Lima;
- AutoPlay: Programa sobre automóveis, com Mário Sérgio;[7]
- Tudo de Bicho: Programa de variedades, com Ingrid Feijó;[8]
- RC VIPs: Programa de colunismo social, com Ricardo Castro e Adriana Bagno;
- Ponto de Partida: Talk show, com Rejane Negreiros;
- Tambaú Imóveis e Negócios: Programa sobre o mercado imobiliário, com Gerardo Rabello

Diversos outros programas compuseram a grade da emissora e foram descontinuados:
- A Hora do Chibata
- À Moda da Chef
- Bartpapo
- Caso de Polícia
- Chef em Casa
- Delícias do Chef
- Feminíssima
- Gente Fina
- Negócios Imobiliários
- Noticiário da Arquidiocese
- Notícias da Manhã PB
- Panorama
- Sala de Reboco
- Segredos do Chef
- Soluções
- Super Jota Show
- Tambaú Agora
- Tambaú da Gente Noite
- Tambaú Documento
- Tambaú em Manchete
- Tambaú Esporte
- Tambaú Notícias
- Tambaú Vídeo Music
- #Partiu

### Transmissões esportivas
Em 30 de outubro de 2017, o SBT firmou acordo com a Liga do Nordeste para a transmissão da Copa do Nordeste de Futebol em suas afiliadas na região, pelas temporadas de 2018 e 2019. A TV Tambaú possui direito a transmissão de jogos selecionados, além de partidas envolvendo clubes paraibanos na competição.

## Retransmissoras
| Cidade         | Analógico | Digital | Cidade              | Analógico | Digital | Cidade            | Analógico | Digital | Cidade          | Analógico | Digital |
| -------------- | --------- | ------- | ------------------- | --------- | ------- | ----------------- | --------- | ------- | --------------- | --------- | ------- |
| Alagoa Grande  | 07        | -       | Araruna             | 10        | -       | Araçagi           | 09        | -       | Areia           | 10        | -       |
| Bananeiras     | 13        | 27*     | Barra de Santa Rosa | 11        | -       | Barra de Santana  | 11        | -       | Belém           | 08        | -       |
| Boa Ventura    | 10        | -       | Brejo do Cruz       | 07        | -       | Cacimba de Dentro | 09        | -       | Cajazeiras      | 34        | -       |
| Caldas Brandão | 27        | 30*     | Camalaú             | 11        | -       | Catolé do Rocha   | 09        | -       | Esperança       | 10        | 46*     |
| Fagundes       | -         | 34*     | Guarabira           | 07        | -       | Gurjão            | 09        | -       | Ingá            | 09        | -       |
| Itaporanga     | 33        | -       | Itatuba             | 08        | -       | Juazeirinho       | 13        | -       | Juru            | 09        | -       |
| Lagoa          | 11        | -       | Livramento          | 08        | 34*     | Mataraca          | 10        | -       | Matinhas        | 18        | -       |
| Maturéia       | 35        | 31      | Monte Horebe        | 13        | -       | Monteiro          | 11        | -       | Ouro Velho      | 07        | -       |
| Patos          | 11        | 38*     | Paulista            | 11        | -       | Piancó            | 36        | -       | Pilar           | 11        | 29*     |
| Pilões         | 09        | -       | Pitimbu             | 11        | -       | Prata             | 11        | -       | Princesa Isabel | 12        | -       |
| Remígio        | 11        | -       | Riacho dos Cavalos  | 11        | -       | Santa Luzia       | 07        | -       | São Mamede      | 11        | -       |
| Seridó         | 11        | -       | Serra Branca        | 32        | -       | Solânea           | 13        | -       | Sousa           | 13        | -       |
| Triunfo        | 09        | -       | Uiraúna             | 08        | -       |                   |           |         |                 |           |         |

* - Em implantação